# Енотовые гончие
Ено́товые го́нчие (кунха́унды) — группа пород гончих собак, выведенных в США. Кунхаунды — специализированные собаки, предназначенные для охоты в специфических условиях Северной Америки на свойственную этому региону дичь: енота, опоссума, пуму, рысь, медведя. Само название породы — кунхаунд (англ. coonhound) — образовано от сокращённого слова «енот» (англ. racoon). Распространены во всех сельских регионах США. Американские кинологические организации проводят множество популярных соревнований для кунхаундов.
Группа включает шесть пород, официально признанных Американским клубом собаководства:
- американский английский кунхаунд (красно-крапчатый кунхаунд, англ. American English Coonhound),
- чёрно-подпалый кунхаунд (англ. Black and Tan Coonhound),
- крапчато-голубой кунхаунд (англ. Bluetick Coonhound),
- плотт (кунхаунд Плотта, англ. Plott Hound),
- красный кунхаунд (англ. Redbone Coonhound),
- древесная енотовая гончая (древесный кунхаунд Уокера, англ. Treeing Walker Coonhound).

Седьмая порода, леопардовая гончая, с 2012 принята под наблюдение Foundation Stock Service — американской кинологической организации, занимающейся сохранением и исследованием редких пород.
Единственная порода американских енотовых гончих, признанная Международной кинологической федерацией — чёрно-подпалый кунхаунд (1975, стандарт № 300).

## Типичные признаки
Все кунхаунды — отличные охотничьи собаки. Они очень энергичны, нуждаются в движении и нагрузках. Енотовые гончие подходят для жизни в сельской местности с людьми, любящими долгие прогулки. Незнакомых людей сторонятся, могут быть агрессивны по отношению к другим собакам. Высота кунхаундов в холке варьирует от 50 до 70 сантиметров, вес от 20 до 40 кг. Кунхаунды — мускулистые собаки с крепким костяком. Шерсть короткая, довольно грубая, кожа свободная и может образовывать подвесы. Уши висячие, длинные. Хвост длинный, прямой.

## Происхождение
Охотничьи собаки завезены в Америку в период колонизации. Легенда утверждает, что родоначальниками кунхаундов стали фоксхаунды из Англии, которых привёз в 1770 году для популярной в то время охоты на лисиц сам Джордж Вашингтон, и французские гончие, подаренные маркизом де Лафайетом. Однако есть сведения, что собаки, ставшие прародителями американских кунхаундов, появились в Новом Свете уже в первой половине XVIII века. Помимо фоксхаундов и французских гончих, в формировании кунхаундов приняли участие и другие охотничьи породы, в частности, бладхаунды. Центрами разведения кунхаундов являются преимущественно юго-восточные штаты — Теннесси, Джорджия, Кентукки, Виргиния, где енотовая охота особенно популярна.

## Охота с кунхаундами
В наши дни, когда добыча зверя носит преимущественно спортивный характер, ночная охота на енотов и опоссумов стала национальной традицией, особенно в южных штатах. Охотники собираются компанией во время сумерек и выпускают свору специально обученных кунхаундов. Собаки идут по следам, оставленным зверьми при поиске пищи. Порой след тянется через болота, заросли, густые леса на многие мили. Идя по следу, каждая гончая подаёт свой уникальный голос, так что стая производит дикий разноголосый шум, а охотники по голосам гончих могут следить за гоном. Когда стая настигает дичь, енот обычно прячется на дереве. Опираясь на ствол дерева, собаки облаивают добычу и указывают охотнику, где в кроне спрятался зверь. Охотники убивают добычу выстрелом из ружья или выгоняют зверя из укрытия и отлавливают живым. Как правило, одной собаке взять енота не под силу, для его поимки на земле нужна свора.
Кунхаунды, с их острым чутьём и исключительной выносливостью, — сердце енотовой охоты. Владельцы тщательно разводят и тренируют их, ведь удача охотника полностью зависит от собаки. Согласно оценке профессионального тренера, 29 процентов собак не стоят усилий, затраченных на их обучение, 50 % кунхаундов обладают средними способностями, 20 % — отборные охотники, 1 % собак можно считать выдающимися специалистами по енотовой охоте.